# Roger Lyndon

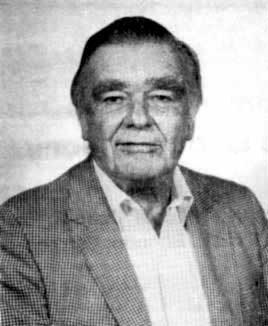
Roger Lyndon

Roger Conant Lyndon (* 18. Dezember 1917 in Calais, Maine; † 8. Juni 1988 in Ann Arbor, Michigan) war ein US-amerikanischer Mathematiker.

## Leben
Roger Lyndon studierte Literatur und dann Mathematik an der Harvard University mit dem Bachelor-Abschluss 1939 und erwarb dort 1941 nach einer kurzen Zwischenphase als Bankangestellter seinen Master-Abschluss. Er lehrte kurz am Georgia Institute of Technology und half ab 1942 in Harvard in der Ausbildung von Angehörigen der Marine im Zweiten Weltkrieg. 1946 wurde er in Harvard bei Saunders Mac Lane promoviert (Dissertation The Cohomology Theory of Group Extensions). Danach war er beim Office of Naval Research, war Assistant Professor an der Princeton University und ab 1953 an der University of Michigan, wo er Professor wurde.
In seiner Doktorarbeit befasste er sich mit Gruppenkohomologie und sie war sein Beitrag zur Lyndon-Hochschild-Serre-Spektralsequenz (sie verbindet die Kohomologie der Gruppe mit der ihrer Normalteiler und deren Faktorgruppen). Der Satz von Curtis, Hedlund und Lyndon spielt eine fundamentale Rolle in der symbolischen Dynamik und bei zellulären Automaten (zusätzlich nach Morton L. Curtis und Gustav Hedlund benannt). Er besagt, dass Morphismen zwischen Shift-Räumen genau durch zelluläre Automaten gegeben sind. In der formalen Logik ist der Interpolationssatz von Craig und Lyndon nach ihm (1959) und William Craig (1957) benannt. Zudem ist das Lyndonwort nach ihm benannt.
Mit seinem Doktoranden Paul Schupp schrieb er ein Standardwerk über kombinatorische Gruppentheorie. Zu seinen weiteren Doktoranden zählen Kenneth Appel und Joseph Kruskal.

## Schriften
- mit Paul Schupp: Combinatorial Group Theory, Springer 1977, Reprint in der Reihe Classics in Mathematics 2001, ISBN 978-3-642-61896-3.
- Notes on Logic, Van Nostrand, 1967
- Herausgeber mit W. W. Boone, F. B. Cannonito: Word Problems: Decision Problem in Group Theory, North-Holland, 1973
- Groups and Geometry, Cambridge University Press, 1985, ISBN 978-0-521-31694-1.